# Karl Ludvig av Baden

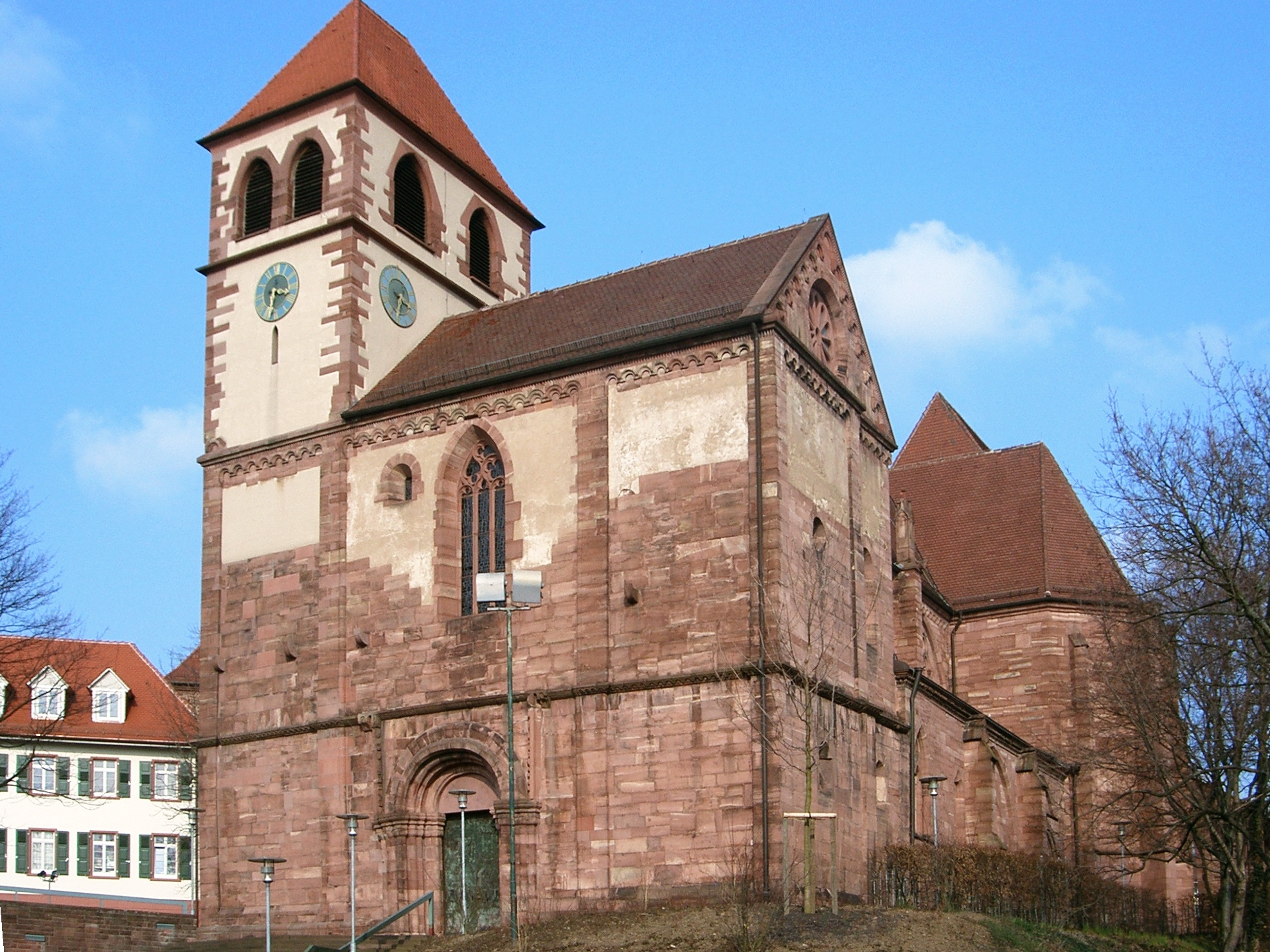
Sankt Michaels kyrka i modern tid, där Karl Ludvigs stoft vilar.

Karl Ludvig av Baden, född 14 februari 1755 i Karlsruhe, Baden, död 16 december 1801 i Arboga, Sverige, var en arvfurste av Baden. Eftersom han inte överlevde sin far blev han aldrig storhertig av Baden.

## Biografi
Han var son till markgreven, kurfursten och storhertigen Karl Fredrik av Baden och dennes gemål Luise Caroline av Hessen-Darmstadt. Karl Ludvig gifte med sin kusin Amalia av Hessen-Darmstadt 15 juli 1775.

### Död i Sverige
Den 9 oktober 1801 anlände arvfursteparet och deras två yngsta barn till Stockholm från Ryssland där de hade besökt sin dotter, tsarinnan Louise. I Stockholm besökte de sin dotter Fredrika, drottning av Sverige. Visiten började hos änkedrottning Sofia Magdalena varefter kung Gustav IV Adolf bjöd på middag. Den 24 oktober flyttade kungaparet med sina gäster till Drottningholms slott.
När resan hem till Baden hade påbörjats i mitten av december 1801 reste arvfursteparet i varsin vagn. Furstinnan Amalia anlände till Arboga samma kväll, där det var bestämt att man skulle övernatta. Dock kanade Karl Ludvigs vagn av den isiga landsvägen.
I Arboga stadsförsamlings dödbok står att läsa: "Det badiska herrskapet afreste den 15 December följande ifrån Kongl. Lustslottet Gripsholm för att taga Återvägen öfver Götheborg till Köpenhamn, men vagnen uti hvilken arf-prinsen satt stjälpte ännu samma dag, på den genom is halkiga och sluttande landsvägen, och Herren... utomdess ännu mycket rörd öfver det så nyss tagna afskedet ifrån Deres Kongl Majestäter tillika Svärson och Dotter, Bägge af honom högt älskade och uti hvilkas hof han njutit så många både lysande som glada och ömhetsfulla heders- och vänskapsbetygelser... blef rörd af slag, fördes hit i en bondsläde och dog här följande dagen efter den - 16 December. Denna olyckshändelse timade vid en By 3/4 mil härifrån, i en backe imellan Reutersberg och Magnes."
Karl Ludvig av Baden avled av en hjärnblödning i rådman Gerhard Wahrenbergs hus vid Stora torget i Arboga dagen efter olyckan. Den 17 december anlände kungaparet för att hämta stoftet för en begravningsceremoni i Riddarholmskyrkan i Stockholm. Dödsfallet gjorde att hustrun och barnen stannade i Stockholm till maj 1802. Karl Ludvig av Baden begrovs i slottskyrkan S:t Michael i Pforzheim.

## Barn
1. Amalie (1776–1823)
2. Karolina (1776–1841), gift med kurfurst och senare kung Maximilian I Josef av Bayern
3. Louise (1779–1826), gift med tsar Alexander I av Ryssland
4. Fredrika (1781–1826), gift med kung Gustav IV Adolf av Sverige (skilda 1812)
5. Maria (1782–1808), gift med hertig Fredrik Vilhelm av Braunschweig-Wolfenbüttel
6. Karl Fredrik (1784–1785)
7. Karl (1786–1818) gift med prinsessan Stephanie de Beauharnais
8. Wilhelmine (1788–1836), gift med storhertig Ludvig II av Hessen-Darmstadt